# Antonio Iannone
Antonio Iannone (Torre del Greco, 18 settembre 1975) è un politico italiano, dal 23 marzo 2018 senatore della Repubblica per Fratelli d'Italia e dal 31 marzo 2025 sottosegretario di Stato al Ministero delle infrastrutture e dei trasporti nel governo Meloni.

## Biografia
Nato a Torre del Greco (Napoli), ma vive a Nocera Inferiore (Salerno), iscritto ad Alleanza Nazionale (AN), alle elezioni amministrative del 2004 si è candidato al consiglio provinciale di Salerno, tra le liste di AN nel collegio Salerno I a sostegno del candidato presidente di centro-destra Antonio Cuomo, ma non viene eletto.
Alle elezioni politiche del 2006 è stato candidato alla Camera dei deputati, tra le liste di AN nella circoscrizione Campania 2, ma non risulta eletto.
Nel 2009 aderisce alla confluenza di AN nel Popolo della Libertà (PdL), con cui ha ricoperto i primi ruoli istituzionali presso la provincia di Salerno durante la presidenza di Edmondo Cirielli, venendo nominato dapprima assessore alle politiche giovanili dal 2009 al 2012, poi vicepresidente nel 2012 ed infine diventando presidente della Provincia ad interim dal 2012 al 2014, subentrando allo stesso Cirielli, dichiarato decaduto per incompatibilità tra le cariche di presidente di Provincia e deputato.

### Candidature alle europee del 2014 e comunali di Salerno del 2016
In seguito allo scioglimento del PdL, aderisce a Fratelli d'Italia (FdI), di cui diventa presidente regionale in Campania e componente dell'Assemblea Nazionale. 
Alle elezioni europee del 2014 viene candidato al Parlamento europeo, tra le liste di Fratelli d'Italia - Alleanza Nazionale nella circoscrizione Italia meridionale, raccogliendo 36.142 preferenze e piazzandosi terza posizione ma, a causa del mancato superamento della soglia di sbarramento (del 4%) della lista, risulta non eletto.
Alle elezioni amministrative del 2016 si candida a sindaco di Salerno, sostenuto da FdI, raccogliendo 1.159 voti (1,54%) e non viene eletto in consiglio comunale: vince con il 70,50% il candidato del centrosinistra Vincenzo Napoli.

### Elezione a senatore
Alle elezioni politiche del 2018 viene candidato al Senato della Repubblica, tra le liste di Fratelli d'Italia nel collegio plurinominale Campania - 03, risultando eletto senatore. Nella XVIII legislatura della Repubblica è stato membro della 7ª Commissione Istruzione pubblica, beni culturali, della Commissione parlamentare antimafia e della Commissione parlamentare d'inchiesta per il ciclo illecito dei rifiuti..
Alle elezioni politiche anticipate del 2022 viene ricandidato al Senato nel collegio uninominale Campania - 03 (Salerno), sostenuto dalla coalizione di centro-destra in quota Fratelli d'Italia, dove viene rieletto senatore con il 41,61% dei voti contro i candidati del centro-sinistra Anna Petrone (24,53%) e del Movimento 5 Stelle Francesco Castiello (24,16%). Nella XIX legislatura è segretario del Senato della Repubblica, eletto il 19 ottobre 2022 con 89 voti, segretario della Commissione parlamentare antimafia, componente della 7ª Commissione Cultura e patrimonio culturale, istruzione pubblica e tesoriere del gruppo parlamentare di Fratelli d'Italia al Senato.

### Sottosegretario alle infrastrutture e ai trasporti
Il 28 marzo 2025 viene nominato dal Consiglio dei Ministri sottosegretario di Stato al Ministero delle infrastrutture e dei trasporti nel governo Meloni, insediandosi il 31 marzo successivo e affiancando il ministro Matteo Salvini.